# Căuești, Iași
Căuești este un sat în comuna Șcheia din județul Iași, Moldova, România.